# 斯特雷哈亞
斯特雷哈亞是羅馬尼亞的城鎮，位於該國西南部，距離首府德羅貝塔-塞維林堡42公里，由梅赫丁茨縣負責管轄，面積108.65平方公里，海拔高度140米，2009年人口11,639，大多數居民信奉東正教。